# Titanio safedalis
Titanio safedalis là một loài bướm đêm trong họ Crambidae.